# Les Amours d'Ismaël
Les Amours d’Ismaël (titre original : Ishmael in Love) est une nouvelle de science-fiction de Robert Silverberg.

## Publications

### Première publication
La nouvelle est parue aux États-Unis en juillet 1970 sous le titre Ishmael in Love, dans le magazine The Magazine of Fantasy & Science Fiction. 

### Publications dans le monde
De 1970 à 2015, si l'on ne prend en compte que les États-Unis, le Royaume-Uni et la France, la nouvelle a été éditée à 20 reprises dans des recueils de nouvelles de Silverberg ou dans des anthologies regroupant des nouvelles de divers auteurs .

### Publications en France
La nouvelle est publiée en France: 
- dans Fiction no 204, OPTA, 1970;
- dans l'anthologie Histoires de médecins, publiée en 1983.
- dans le recueil Le Chemin de la nuit (grand format) en 2002, aux éditions Flammarion. Une nouvelle édition en format poche a eu lieu en 2004. La nouvelle est donc l'une des 124 meilleures nouvelles de Silverberg sélectionnées pour l'ensemble de recueils Nouvelles au fil du temps, dont Le Chemin de la nuit est le premier tome.

### Publication en Grande-Bretagne
La nouvelle a été publiée en Grande-Bretagne dans l'anthologie To the Dark Star (1991).

### Publications dans d'autres pays européens
La nouvelle a été publiée :
- aux Pays-Bas sous le titre Ishmael Verliefd (1973) ;
- en Allemagne sous le titre Der verliebte Ismael (1975) ;
- en Italie :
  - sous le titre L'Ismaele Innamorato (1972) ;
  - sous le titre Cetaceo innamorato (1979).

## Thématique
La nouvelle rejoint les interrogations d'un autre auteur de science-fiction, Philip K. Dick, qui se demandait notamment si des robots pouvaient ressentir des sentiments humains, et être par certains côtés « plus humains que les humains ». 
Silverberg, dans la nouvelle, soulève la même question s'agissant du héros, qui est un dauphin. 

## Résumé
Le narrateur du récit est Ismaël, un dauphin particulièrement intelligent. Il travaille au profit des humains au sein de la société Gerard-Worzel. Il est très content de sa situation. Il a 11 ans et pèse 175 kg.
Il aime énormément l'humaine Lisabeth Calkins, âgée de 27 ans ; il aime la voir, lui parler, l'écouter, être en sa présence.
Mais qu'est-ce que l'Amour, dont les humains parlent tant ? Quelles sont les relations sentimentales entre un homme et une femme ? Comment les hommes séduisent-ils les femmes ? Un dauphin peut-il réellement aimer une humaine ?
Ismaël voit bien que les autres hommes de l'entreprise trouvent Lisbeth attirante ; lui n'est pas attiré sexuellement par elle mais moralement, psychologiquement.
Un jour, des hommes lui proposent de saboter intentionnellement le système de protection de l'aquarium : il faut que le monde entier connaisse la triste exploitation des dauphins par les êtres humains. Son acte sera utile à la fois pour améliorer la condition sociale des dauphins, mais aussi pour les humains, leur montrant les travers de leur société.
Après réflexion, il accepte, à condition que les bandits lui amènent des livres traitant de l'amour : poésie, théâtre, littérature, psychologie, tous les livres évoquant ce sujet seront les bienvenus, ce sera sa récompense pour le sabotage.
Les bandits lui apportent de tels livres. Ismaël en est très content, mais il a décidé, en fait, de ne pas réaliser le sabotage.
Au contraire, Ismaël révèle aux autorités tout ce qu'il sait de ce complot, et les bandits sont arrêtés. Il est fêté comme un héros.
Puis, de manière très courageuse, et passant outre à son trac, Ismaël déclare sa flamme à Lisbeth, lui expliquant qu'il l'aime plus que tout et veut son bonheur. Interloquée, la jeune femme ne sait que répondre, puis éclate de rire : comment est-ce possible ? lui, l'aimer ? mais ce n'est pas possible ! c'est un dauphin ! En riant elle s'en va raconter l'anecdote à certains de ses collègues.
Fou de douleur, Ismaël quitte ce lieu où il a rencontré à la fois l'Amour mais aussi le rejet par l'être aimé. Il rencontre une femelle dauphin, qu'il n'aime pas spécialement, et fonde une famille.
Mais l'amour non réciproque qu'il a connu pour une humaine lui blesse constamment le cœur tel un aiguillon. La nouvelle se termine ainsi : « Du fond du cœur… oui, du fond du cœur… Lisabeth, la bête insensée vous souhaite une bonne nuit, avec les rauques inflexions du plus profond amour ».